# Robert Otto Gilbert
Robert Otto Gilbert (* 18. September 1808 in Limbach; † 20. Januar 1891) war ein deutscher evangelischer Theologe.
Gilbert wurde als Sohn des Pfarrers Christian Gotthold Karl Gilbert († 1832) geboren und besuchte das Gymnasium in Chemnitz. Er studierte von 1828 bis 1832 an der Universität Leipzig Theologie und wirkte anschließend als Vesperprediger an der dortigen Universitätskirche. 1833 wurde zum Dr. phil. promoviert, 1836 habilitierte er sich an der Theologischen Fakultät in Leipzig. Weil er keine Aussichten auf eine akademische Festanstellung hatte, folgte er 1841 einem Ruf als Diaconus in Frankenberg/Sa. 1847 erhielt er eine Stelle als Anstaltsgeistlicher in Zwickau.
1849 erfolgte seine Ernennung zum Kirchen- und Schulrat in Bautzen. Von dieser Position aus wurde er 1855 in das Kultusministerium nach Dresden berufen, wo er zum Geheimen Kirchen- und Schulrat ernannt wurde. Hier war er vor allem für das Schulwesen zuständig, ab 1874 nur noch für die Gymnasien. 1879 trat er in den Ruhestand und starb zwölf Jahre später.
Sein Sohn Paul Gilbert († 1925) wurde Oberjustizrat und war 1. Vorsitzender des Erzgebirgsvereins.

## Ehrungen
- 1854 Ehrendoktorwürde der Theologischen Fakultät der Universität Breslau
- 1874 Königlicher Geheimer Rath
- 1876 Komtur II. Klasse des Sächsischen Zivilverdienstordens
- 1879 Komtur I. Klasse des Albrechts-Ordens